# Быстшица-Клодзка (гмина)
Быстшица-Клодзка (пол. Bystrzyca Kłodzka) — городско-сельская гмина (волость) в Польше, входит как административная единица в Клодзский повет, Нижнесилезское воеводство. Население 19 890 человек (на 2004 год).

## Демография
| Перепись                       | Всего   | Всего | Женщины | Женщины | Мужчины | Мужчины |
| ------------------------------ | ------- | ----- | ------- | ------- | ------- | ------- |
| Единицы                        | человек | %     | человек | %       | человек | %       |
| Население                      | 19 890  | 100   | 10 307  | 51,8    | 9583    | 48,2    |
| Плотность населения (чел./км²) | 58,9    | 58,9  | 30,5    | 30,5    | 28,4    | 28,4    |

## Соседние гмины
1. Гмина Клодзко
2. Гмина Лёндек-Здруй
3. Гмина Мендзылесе
4. Поляница-Здруй
5. Гмина Строне-Слёнске
6. Гмина Щитна
7. Чехы